# Abadía territorial de San Mauricio
La abadía territorial de San Mauricio o de San Mauricio de Agauno (en latín: Abbatia Territorialis S. Mauritii Agaunen(sis) y en francés: abbaye territoriale de Saint-Maurice d'Agaune) es una circunscripción eclesiástica de la Iglesia católica en Suiza. Se trata de una abadía territorial latina inmediatamente sujeta a la Santa Sede. Desde el 22 de mayo de 2015 su abad es el presbítero Jean César Scarcella, de la Congregación Suiza de San Mauricio de Agaune.

## Territorio y organización
La abadía territorial tiene 9085 km² y extiende su jurisdicción sobre los fieles católicos de rito latino residentes en parte del cantón del Valais.
La sede de la abadía territorial se encuentra en San Mauricio, en donde se halla la Catedral de San Mauricio.
En 2019 en la abadía territorial existían 3 parroquias de acuerdo con el Anuario Pontificio, pero 5 según el sitio web de la abadía:
- la basílica abacial que tiene rango de parroquia y que incluye la abadía propiamente dicha, la basílica, el colegio, la capilla de Vérolliez y la residencia para ancianos St-Jacques (Santiago)
- la parroquia de Saint Sigismond, San Mauricio y Mex, que incluye la capilla de Notre-Dame-du-Scex
- la parroquia de Vernayaz
- la parroquia de Salvan
- la parroquia de Finhaut

La abadía también atiende 5 parroquias de la diócesis de Sion (Evionnaz, Collonges y Dorénaz, Lavey-Morcles, Massongex y de Vérossaz, Trient), en Suiza, y una de la diócesis de Annecy (Vallorcine), en Francia.
La abadía tuvo un papel destacado en la historia de la región y es la más antigua de las abadías de Europa occidental que han mantenido una actividad ininterrumpida hasta el siglo XXI. En ella fue coronado el primer rey de la Borgoña Transjurana, Rodolfo I.
Desde su origen y hasta el siglo IX se practicaba la laus perennis, o salmodia perpetua. Los monjes fueron entonces sustituidos por canónigos regulares que adoptaron la regla de san Agustín en 1128.
La abadía nunca dependió de una diócesis o de un obispo, ya que desde su fundación se ha beneficiado de la mediatización papal que la coloca bajo la autoridad directa del papa. Después de haber sido una nullius diócesis se convirtió en abadía territorial, en la que el abad ejerce su jurisdicción espiritual sobre su comunidad a la vez que sobre las parroquias que dependen de su territorio.
Los religiosos de la abadía conforman una orden de canónigos regulares autónoma, llamada Canónigos Regulares de la Congregación Suiza de San Mauricio de Agaune y afiliada a la Confederación de los canónigos regulares de San Agustín, y cuenta con 53 religiosos, de los que 2 son prelados y 50 sacerdotes. No viven todos en San Mauricio; 4 enseñan en el colegio, 5 ofician en el territorio de la abadía, 17 en la diócesis de Sion y 4 sirven en otras diócesis.
La abadía tiene un «colegio» (colegio e instituto) fundado en 1806. Es un establecimiento privado, ya que pertenece a los canónigos, y concertado en virtud de un convenio firmado en 1806 con el gobierno del Valais que lo subvenciona.

### Tesoro de la abadía
Entre las numerosas piezas expuestas, conviene mencionar las más destacadas:
- arca relicario del abad Nantelme, de 1225
- arca relicario de los hijos de San Segismundo, del siglo XIII
- gran arca relicario de San Mauricio, del siglo XIII
- relicario de la Santa Espina, regalado por Luis IX de Francia
- la arqueta de Teuderico, merovingio, del siglo VII
- jarrón de sardonyx, de antes de la era cristiana y realzado con orfebrería carolingia
- jarro de Carlomagno, época carolingia, con esmaltes bizantinos
- relicario mayor de San Cándido, circa 1165

## Historia
El nombre original de la localidad es Tauredunum, nombre de un castillo cercano que Mario de Avenches denominaba Castrum Tauredunense en el siglo VI. Este edificio habría desaparecido en el corrimiento de tierra del monte Tauredunum ocurrido en 562 o 563. En 385 Ambrosio de Milán, de paso por la localidad camino de Tréveris, decidió que se llamase Agaunum, siguiendo el ejemplo de San Jerónimo que se refiere al combate de los mártires como "agones martyrum", del término agón que se empleaba para la víctima que los emperadores inmolaban antes de emprender una expedición.

### El templo romano de Higía
El emplazamiento fue un lugar consagrado al menos desde la época romana, y se encontró allí un altar dedicado a las ninfas al lado de una fuente con la misma dedicación. La tradición oral cuenta que la antigua capilla de San Juan Evangelista, convertida posteriormente en la iglesia de San Mauricio, fue levantada sobre un antiguo templo dedicado a la diosa Higía. De hecho en este lugar sagrado se prohibieron edificaciones civiles hasta el siglo XI (Ut de loco quem morte Theboei martyres et effusione sanguinis...ornaverant, promiscui vulgi habitatio commista tolleretur...Igitur visum est ut remotis familiis secularibus...); en aquella época, el pueblo de San Mauricio (burgum sancti Mauritii) y el hospital Santiago (Dedit Sancto Mauritio ad hospital) se extendían dentro de un recinto cerrado por murallas y estaban separados del monasterio por unas tierras cultivadas, tal y como se describe en unas cartas otorgadas en 1003 y 1046 (Casale unum in burgo Sancti Mauritii para el pueblo, mansum unum in Agauno loco in plano para el hospital). La unificación del pueblo y del monasterio empezó a materializarse a partir de 1018, con las restituciones hechas por Rodolfo III de Borgoña, y se completó en 1163 cuando la abadía adquirió todos los derechos eclesiásticos de los obispos de Sion.

### Leyenda de la masacre de la legión tebana

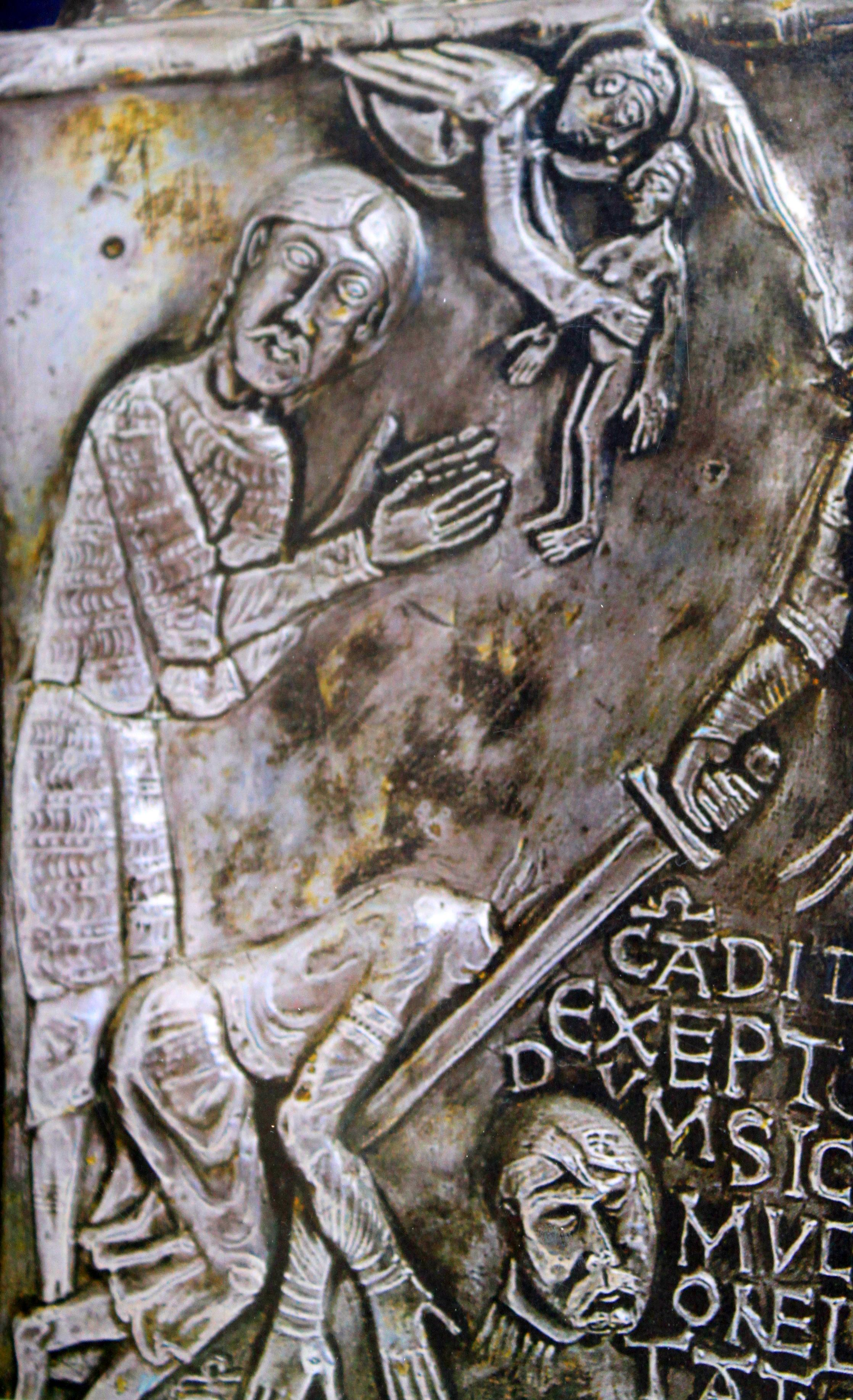
Masacre de la legión tebana (detalle de un relicario del tesoro de la abadía)

Según una tradición (passio) relatada en el siglo V por Euquerio de Lyon, obispo de Lyon, una legión romana compuesta de soldados reclutados en la Tebaida (Egipto) y convertidos al cristianismo habrían sido martirizados cerca de Agauno (hoy San Mauricio) alrededor del año 300. Estos legionarios tebanos se habrían negado a participar en las persecuciones contra los cristianos de la región y habrían rechazado practicar ritos paganos del ejército romano. San Euquerio cita a sus comandantes, Mauricio, Exuperio y Cándido, al veterano Víctor y a dos otras víctimas, Ursino y Víctor, que habrían corrido la misma suerte en Soleura. La leyenda fue brevemente mencionada por primera vez en otra leyenda, la de Víctor de Marsella, escrita a finales del siglo IV, y fue descrita por Euquerio de Lyon hacia 435, en una carta dirigida a Salvio, obispo de Sion. El relato de San Euquerio fue retomado en la biografía de Román de Condat (muerto en 460), dictada a un monje por su discípulo y sucesor, y en la homilía que San Avito, obispo de Viena, pronunció el 22 de septiembre de 517 en la ceremonia de consagración de la abadía.
Según Amédée Thierry, esta legión podría haber sido formada a partir de diversos cuerpos desempleados de los ejércitos de Oriente, entre otros la legión XXII. Señala que esta legión, denominada «Feliz», estaba acantonada en Tebas (Egipto) antes de ser trasladada a Aelia Capitolina, la actual Jerusalén, donde tres de sus principales oficiales, Mauricius, Experius y Candidus, habían sido convertidos al cristianismo por el obispo Himeneo. Una vez en Roma, se comprometieron ante el papa Cayo a que no perseguirían a los cristianos. Para Charles Robert se trata de la «Iª Maximiana Thebaeorum» y de la «IIIª Diocletiana Thebaeorum», dos legiones que Maximiano y Diocleciano habían creado en sus campañas en el Norte de África cuando, tras haber sometido las ciudades de Coptos y de Busiris, en el Bajo Egipto, incorporaron a sus jóvenes en tres legiones: la «Iª Jovia Foelix Thebaeorum», la «Iª Maximiana Thebaeorum» y la «IIIª Diocletiana Thebaeorum».
Fue Teodoro de Sion, primer obispo del Valais a finales del siglo IV cuyo obispado tenía su sede en Martigny —antiguamente Octoduro—, quien fundó el primer santuario cristiano en 381 al trasladar allí los restos mortales de los mártires, en una capilla dedicada a San Mauricio y a sus compañeros masacrados, que fue ampliada en los últimos años de aquel siglo. La leyenda de la legión tebana se difundió en el territorio de la Suiza actual, particularmente en los siglos V y VI, y hacia finales del siglo V San Severino de Agauno (430-507) hablaba en sus escritos, aparte de la iglesia ya existente, de un monasterio del que fue uno de los primeros abades.

### La edificación de San Segismundo

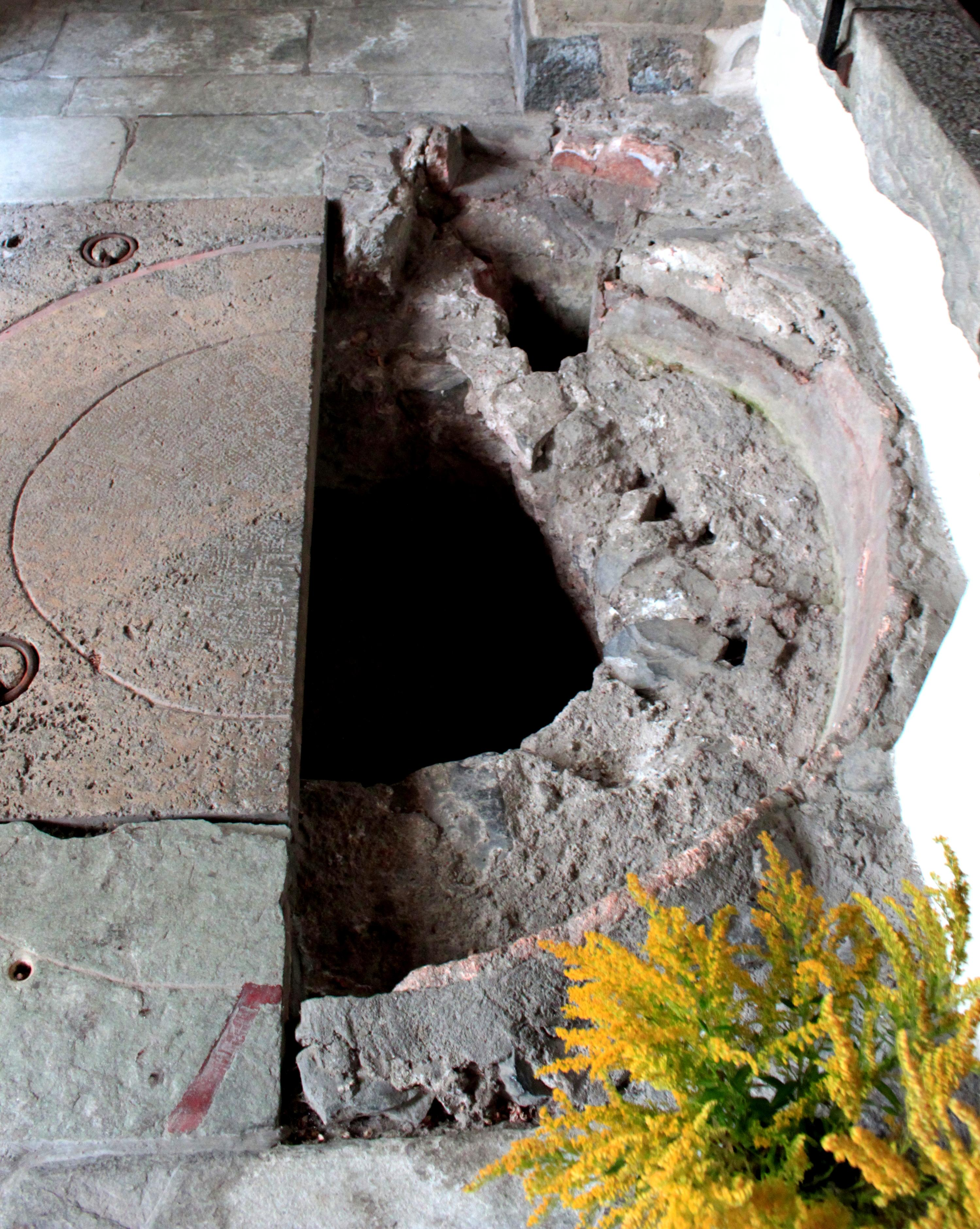
Baptisterio de San Mauricio del, descubierto en las obras de rehabilitación de mediados del

Al principio del siglo VI el futuro rey burgundio Segismundo, hijo de Gundebaldo —rey burgundio que le inicia en el poder y hace que le reconozcan como su heredero ante una asamblea convocada cerca de Ginebra—, abjura del arrianismo para convertirse al catolicismo entre 502 y 506 siguiendo los consejos de Avito, obispo de Viena, y emprende la construcción de un templo en Agauno sobre el emplazamiento de un santuario más antiguo levantado por Teodoro de Sion, primer obispo conocido del Valais. Aquel santuario albergaba los restos mortales de San Mauricio, mártir del siglo IV del que la localidad, llamada entonces Agauno (en latín: Agaunum), adoptó posteriormente el nombre para llamarse San Mauricio. Dependía de la diócesis de Sion. Mientras su padre, Gundebaldo, permanecía fiel al arrianismo, Segismundo abrazó la ortodoxia católica, y desde su ascenso al trono en 516 hizo de la abadía un lugar de peregrinaje para su pueblo. La primera basílica, orientada en un sentido este-oeste al pie de la roca, data de esa época, así como el baptisterio, en el que se realizaba el rito de la inmersión parcial, y que todavía puede visitarse.
Antes de acceder al trono burgundio, Segismundo consultó con los obispos y los condes de su reino a los que había convocado en Agauno. Estaban presentes los obispos Vivenciolo de Lyon, Máximo de Ginebra y Víctor de Grenoble, y los condes Videmaro, Fredebundo, Gondeulfo, Benedicto, Agano, Bonefacio, Teudemundo y Fredeboldo. El príncipe abrió la sesión pidiendo consejo por la salvación de su alma y por la realización de sus proyectos. Los participantes propusieron entonces construir una basílica en la que dar sepultura a los mártires de los que se conocía el nombre, que eran Mauricio, Exuperio, Cándido y Víctor (que algunas fuentes asimilan con Víctor de Marsella que habría escapado a la masacre). Propusieron también construir una cripta para los cuerpos de los otros mártires, constituir un cuerpo de guardia, establecer una salmodia perpetua (unos coros de monjes se turnaban día y noche para mantener una oración continua) y nombrar como abad a Himnemundo que había acudido ex profeso del monasterio de Grigny. A los monjes ya existentes añadió unos religiosos prodedentes de Granensis (Grigny), de Insolana (Isla Barbe) y de Jurensis (Condat). El 22 de septiembre de 515, la abadía fue inaugurada en presencia de numerosos obispos, condes y grandes señores –Vivenciolo de Lyon, Máximo de Ginebra, Teodoro de Sion y Víctor de Grenoble, entre otros—. La asamblea duró 16 días para que se terminara de elaborar el reglamento del monasterio.
Segismundo dotó la abadía de bienes considerables para que los monjes pudieran dedicarse por completo a la salmodia. Donó bienes de sus territorios de Lyon, de Vienne, de Grenoble, de Ginebra, de Vaud, de Besançon et de Aosta; en el Valais, la abadía recibió Sierre, Leuk, Conthey, Bramois, Ollon, Vouvry, Autan, Salvan, Autanelle y las tierras que se extendían hasta el lago de Martigny. Los bienes se donaban con todo lo que dependía de su jurisdicción: tierras, edificios, esclavos, libertos, habitantes, viñedos, bosques, campos y prados, pastos, derecho de pesca.
Segismundo enviudó y volvió a casarse con Constancia –que habría sido sirvienta de su difunta esposa—, con la que tuvo dos hijos, Gistaldo y Gundebaldo. Tras una violenta disputa entre el hijo mayor de Segismundo, Sigerico, y su madrastra, ésta llegó a temer por la vida de sus hijos, por lo que Segismundo mató a su propio hijo. Presa del remordimiento, el monarca se encerró en el monasterio de Agauno para expiar su crimen. Durante la guerra de Burgundia, fue apresado y entregado junto con su esposa y sus dos hijos a Clodomiro, Rey de los Francos, y fueron decapitados y tirados a un pozo en San Segismundo del Loiret.
A partir del siglo VI, la abadía albergaba a 500 religiosos divididos en 5 «bandas» que se relevaban para la salmodia perpetua. Las «bandas» se llamaban Lerina, Granensis, Insolana, Jurensis y Domni Probi, estando esta última compuesta por los antiguos monjes de Agauno. Durante los tres siglos siguientes el monasterio vivió un período de esplendor y 32 abades se sucedieron en su dirección. Sufrió también tres catástrofes de importancia. En 569 los Lombardos –pueblo germánico del Báltico— invadieron el Valais e incendiaron la abadía; Gontrán, rey de Burgundia, se encargó de reconstruirla. Bajo el Imperio Carolingio, los sarracenos se extendieron por la región y la saquearon. Como consecuencia de varios desprendimientos de roca, la basílica tuvo que ser restaurada en los siglos VIII y XI, pero mantuvo su orientación este-oeste.
El número de monjes disminuyó poco a poco en los siglos VII y VIII.

### De residencia real a abadía agustina

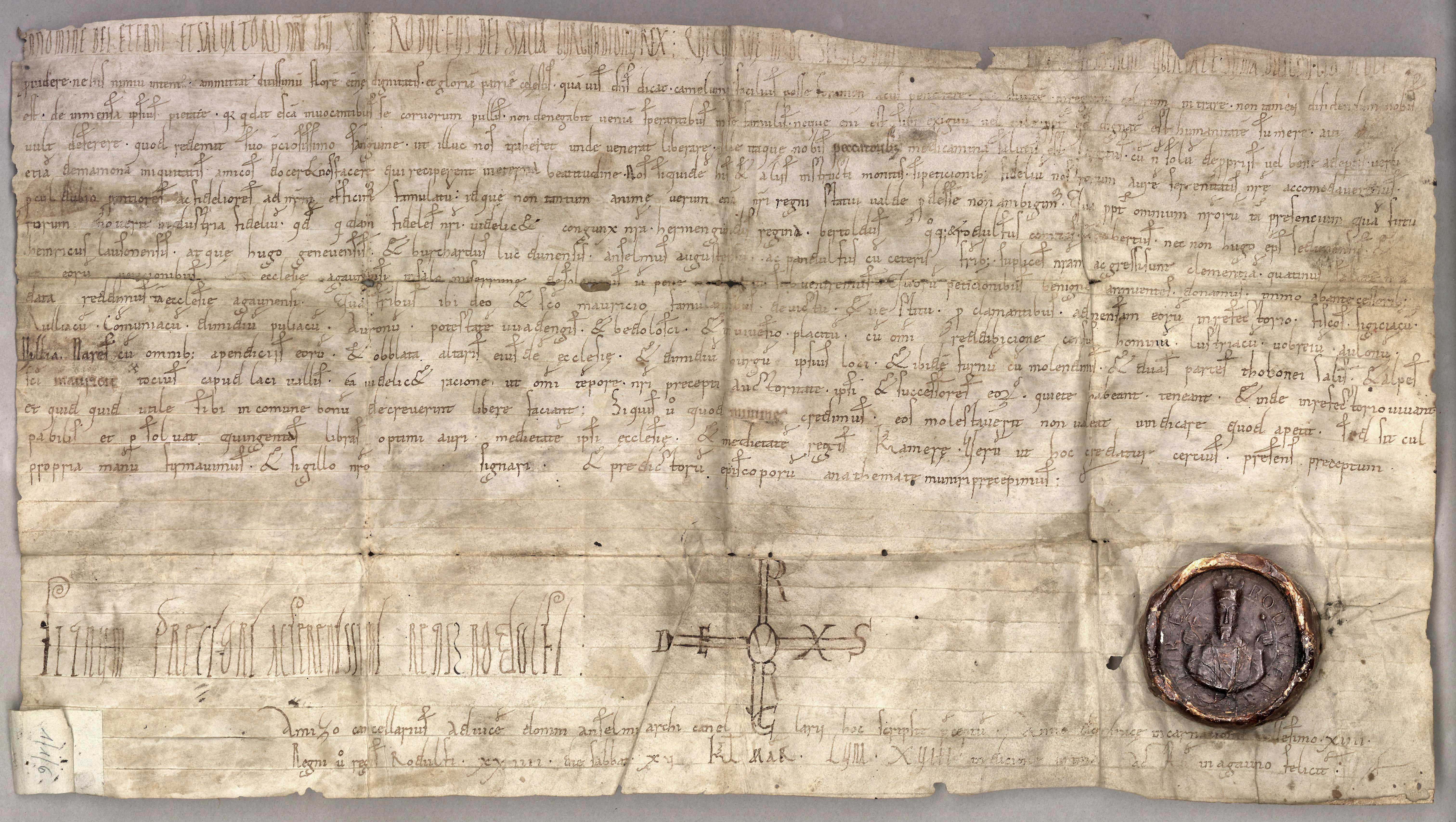
Acta de donación del rey de Borgoña Rodolfo III a la abadía de San Mauricio de Agauno (15 de febrero de 1018)

En el siglo IX, el emperador de Occidente Ludovico Pío recibió la abadía de su padre, Carlomagno, y la entregó luego a su hijo Arnulfo, lo que marcó el inicio de su declive a partir de 825. Ante las exacciones cometidas Ludovico intentó, sin éxito, instalar unos canónigos regulares —unos clérigos que, conformando un cabildo catedralicio bajo la autoridad de un preboste, son propietarios de sus bienes–. A mediados del siglo IX, Hucberto, cuñado del emperador Lotario II, tomó la abadía. Cayó muerto en 864 en una batalla en Orbe y su vencedor, Conrado, conde de Auxerre, le sustituyó al mando de la abadía. Los descendientes de este último, a saber los reyes de Borgoña de Rodolfo I a Rodolfo III, dirigieron la institución hasta el año 1000 aproximadamente. La transformaron en una residencia real y confundieron sus bienes con los de la corona. La situación de la abadía llegó a peligrar pero mejoró con Rodolfo III, último rey de Borgoña, que le restituyó la totalidad de sus bienes. A petición de sus familiares, del obispo de Sion y de varios dignatarios del reino, el 15 de febrero de 1018 devolvió a San Mauricio de Agauno los dominios de Sciez, Lully, Commugny, la mitad de Pully, Oron-le-Châtel, Vuadens, Bouloz, las jurisdicciones de Vevey, Lutry, Vouvry, Ollon y su aldea Villy, Naters, algunos derechos en San Mauricio y el conjunto de las praderas de su región, el Chablais. Pero la abadía volverá del todo a manos de los eclesiásticos y conocerá un verdadero renacer gracias al papa León IX, que en 1049 la sustrajo al obispo de Sion y devolvió a los religiosos el uso de sus bienes y de sus ingresos, permitiéndoles elegir a uno de ellos como abad, cuando hasta entonces se elegía entre las personas que gozaban del favor del rey.
Después de haber estado en poder de los monarcas del reino de Borgoña, la abadía pasó a depender de la Casa de Saboya en 1033, tras la victoria de Humberto I de Saboya sobre Eudes II de Blois, sobrino de Rodolfo III de Borgoña. En 1128 Amedeo III de Saboya, que fue su abad laico de 1103 a 1147, ayudó a la recuperación de San Mauricio con la instalación de unos canónigos regulares que seguían la regla de san Agustín. Se cuenta que financió su participación a la segunda cruzada en 1147 gracias a un préstamo de la abadía que avaló con los valles de Bagnes y de Vollèges (según la leyenda, se trataría de una mesa de oro que había sido regalada al monasterio por Carlomagno).

### Época moderna y contemporánea

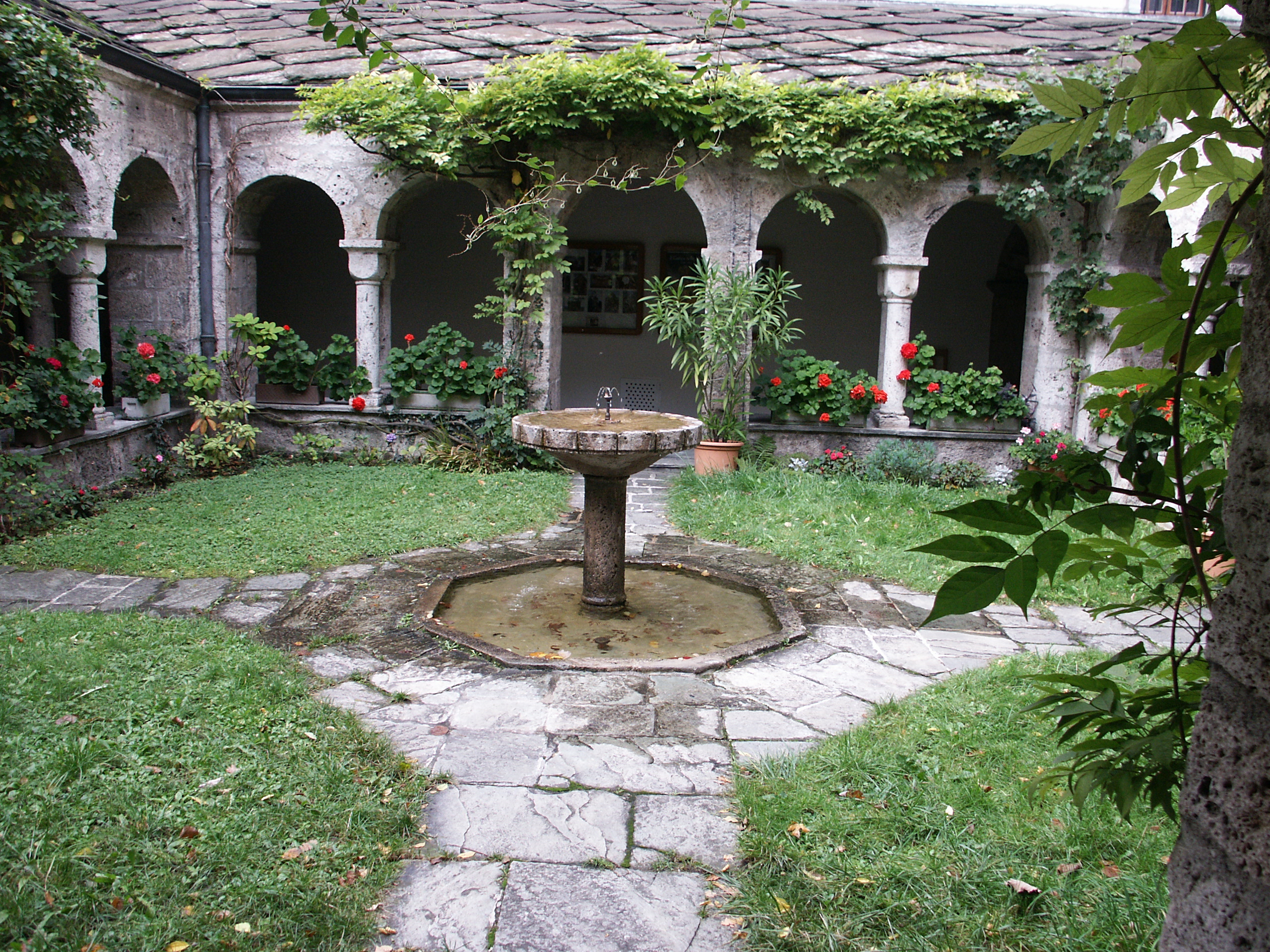
Claustro de la abadía reconstruido en 1946

El seguimiento estricto de la Regla de san Agustín en San Mauricio se relajó en el siglo XIV, pero ésta fue restablecida en el siglo XVII y la vida comunitaria fue retomada a partir del 10 de septiembre de 1642.
El monasterio habría albergado un importante taller de orfebrería románica en los siglos XII y XIII.
La basílica tuvo que ser reconstruida de nuevo en el siglo XVIII debido a desprendimientos de rocas, pero esta vez la reconstrucción adoptó una orientación norte-sur. En 1693, un incendio destruyó casi por completo los edificios abaciales que fueron reconstruidos a principios del siglo XVIII.
El 3 de julio de 1840, con el breve In amplissimo del papa Gregorio XVI, los abades de San Mauricio recibieron a perpetuidad el título de obispos de Belén: cuando el papa nombró al abad, al mismo tiempo lo eligió también obispo titular de Belén. El 4 de agosto de 1840 el papa con el breve Ea est dignitas concedió a la abadía numerosos privilegios.
Los límites de la abadía territorial con la diócesis de Sion fueron sancionados el 11 de octubre de 1933 con la bula Pastoralis cura por el papa Pío XI.
Diversos terremotos destruyeron los edificios en varias ocasiones, en 1942, un nuevo derrumbamiento causó daños considerables a parte de la iglesia y a su campanario. Los edificios fueron restaurados después de la guerra y la iglesia obtuvo el título de basílica menor en 1948.
La unión con la sede titular de Belén duró hasta 1970, cuando el papa nombró abad sin carácter episcopal a Henri Salina y el título permaneció con el abad emérito Lois-Séverin Haller hasta su muerte en 1987. Cuando el papa concedió la dignidad episcopal a Salina en 1991, no le asignó la sede de Belén, sino que la de Monte de Mauritania. Los dos últimos abades, Joseph Roduit y el actual, Jean César Scarcella, no tienen carácter episcopal.
Se están realizando excavaciones arqueológicas en el lugar de los santuarios primitivos. Las excavaciones y el tesoro de la abadía pueden visitarse.

## Estadísticas
De acuerdo al Anuario Pontificio 2020 la abadía territorial tenía a fines de 2019 un total de 5500 fieles bautizados.
| Año                                                                             | Población            | Población | Población      | Sacerdotes | Sacerdotes    | Sacerdotes    | Bautizados por sacerdote | Diáconos permanentes | Religiosos | Religiosos | Parroquias |
| Año                                                                             | Bautizados católicos | Total     | % de católicos | Total      | Clero secular | Clero regular | Bautizados por sacerdote | Diáconos permanentes | Varones    | Mujeres    | Parroquias |
| ------------------------------------------------------------------------------- | -------------------- | --------- | -------------- | ---------- | ------------- | ------------- | ------------------------ | -------------------- | ---------- | ---------- | ---------- |
| 1950                                                                            | 12 880               | 26 450    | 48.7           | 87         | 19            | 68            | 148                      |                      | 91         | 226        | 11         |
| 1970                                                                            | 3900                 | 500       | 86.7           | 115        |               | 115           | 33                       |                      | 130        | 18         | 6          |
| 1980                                                                            | 3830                 | 4530      | 84.5           | 45         | 1             | 44            | 85                       |                      | 55         | 11         | 6          |
| 1990                                                                            | 4750                 | 5300      | 89.6           | 77         |               | 77            | 61                       | 1                    | 84         | 9          | 6          |
| 1999                                                                            | 5851                 | 6983      | 83.8           | 66         | 2             | 64            | 88                       |                      | 70         | 91         | 5          |
| 2000                                                                            | 5851                 | 6983      | 83.8           | 61         |               | 61            | 95                       |                      | 67         | 63         | 5          |
| 2001                                                                            | 5851                 | 6983      | 83.8           | 59         |               | 59            | 99                       |                      | 65         | 62         | 5          |
| 2002                                                                            | 5851                 | 7000      | 83.6           | 60         |               | 60            | 97                       |                      | 66         | 60         | 5          |
| 2003                                                                            | 5670                 | 6637      | 85.4           | 58         |               | 58            | 97                       |                      | 64         | 58         | 5          |
| 2004                                                                            | 5670                 | 6637      | 85.4           | 55         |               | 55            | 103                      |                      | 59         | 55         | 5          |
| 2013                                                                            | 6087                 | 7989      | 76.2           | 39         |               | 39            | 156                      |                      | 43         | 50         | 4          |
| 2016                                                                            | 5959                 | 7873      | 75.7           | 34         |               | 34            | 175                      |                      | 37         | 34         | 7          |
| 2019                                                                            | 5500                 | 8075      | 68.1           | 30         |               | 30            | 183                      |                      | 30         | 12         | 3          |
| Fuente: Catholic-Hierarchy, que a su vez toma los datos del Anuario Pontificio. |                      |           |                |            |               |               |                          |                      |            |            |            |

## Abades
- Etienne-Barthélemy Bagnoud, C.R.A. † (3 de septiembre de 1834-2 de noviembre de 1888 falleció)
- Joseph Paccolat, C.R.A. † (4 de diciembre de 1888-4 de abril de 1909 falleció)
- Joseph-Emile Abbet, C.R.A. † (21 de abril de 1909-3 de agosto de 1914 falleció)
- Joseph-Tobie Mariétan, C.R.A. † (13 de agosto de 1914-18 de enero de 1931 renunció[18])
- Bernard Alexis Burquier, C.R.A. † (8 de agosto de 1932-30 de marzo de 1943 falleció)
- Lois-Séverin Haller, C.R.A. † (14 de junio de 1943-23 de julio de 1970 retirado)
- Henri Salina, C.R.A. † (25 de agosto de 1970-25 de febrero de 1999 renunció)
- Joseph Roduit, C.R.A. † (5 de abril de 1999-18 de marzo de 2015 retirado)
- Jean César Scarcella, C.R.A., desde el 22 de mayo de 2015